# Cornezuelo de Jaén

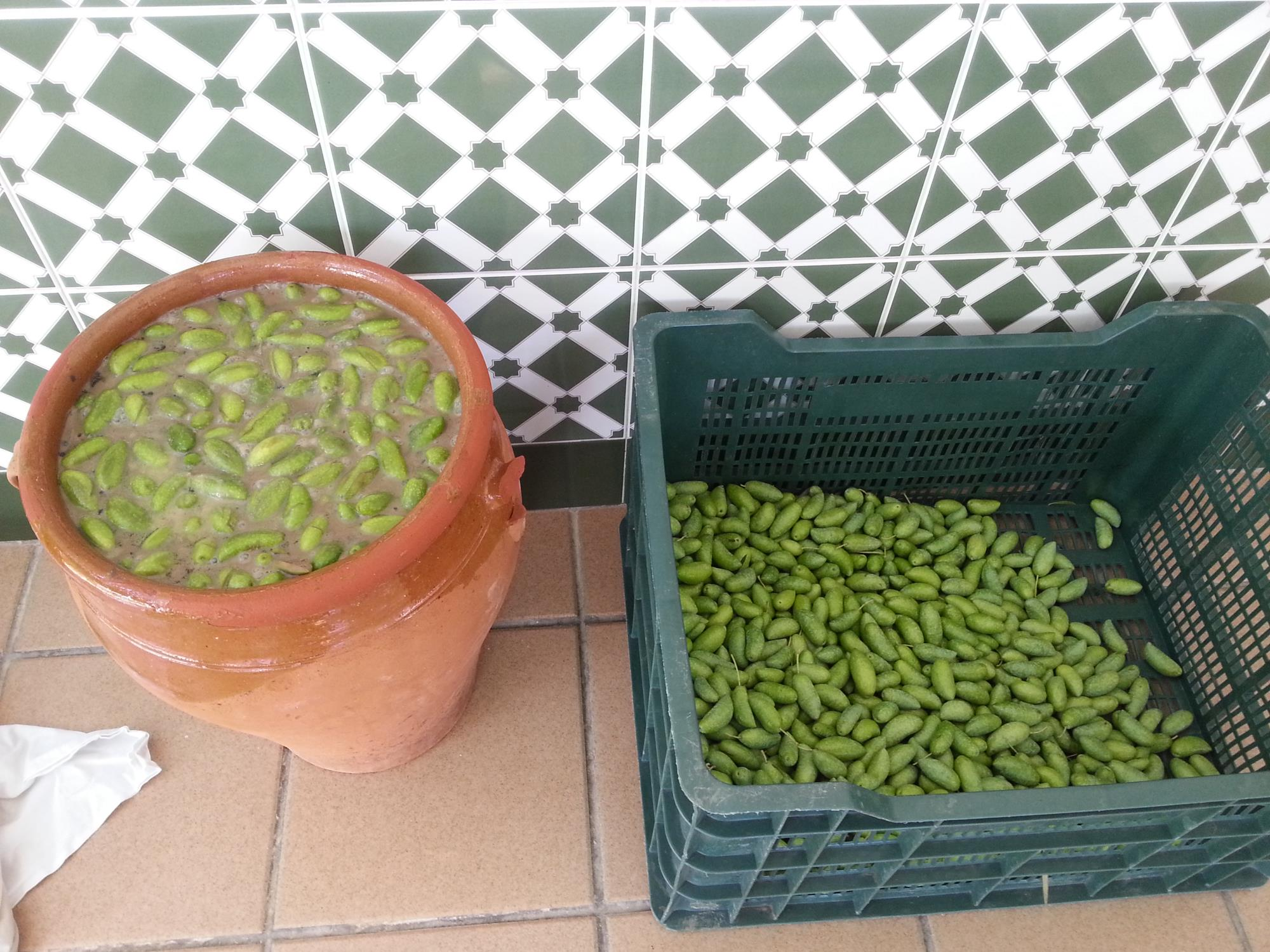
Aceitunas de cornezuelo recién recogidas y puestas a macerar.

La aceituna cornezuelo de Jaén es una variedad de fruto del olivo originaria de la provincia de Jaén. Se trata de una variedad secundaria de la cornicabra. Muy apreciada a nivel gastronómico, es una variedad de aceituna de mesa de gran tamaño que por lo general se elabora de forma artesanal y tradicional en múltiples municipios de la provincia de Jaén.

## Elaboración
El modo de elaboración más extendido es por medio de la maceración en agua con o sin sal y posterior aderezo o aliño con sal, tomillo, laurel, hinojo, ajo y/o vinagre. A veces se les suele añadir cáscara de naranja o limón. Por su escasa resistencia al agua, de unos tres meses, su comercialización se reduce principalmente a la provincia de Jaén.

## Cultivo
Por lo general, el cultivo del olivo de cornezuelo se lleva a cabo en explotaciones pequeñas, aprovechando lindes o espacios marginales, componiéndose en su mayoría de olivos aislados dentro de otras explotaciones, como otros olivares destinados a la producción de aceite de oliva o junto a espacios de huerta. La mayoría se emplean para el autoconsumo, si bien en Jaén capital se ha desarrollado cierta industria elaboradora de aceituna de mesa, centrada principalmente en la variedad del cornezuelo.
Su recolección para aderezo se lleva a cabo en el mes de septiembre.

## Aceite de oliva
En los últimos años diversas cooperativas y almazaras han comenzado a introducir —en ediciones limitadas— en el mercado el aceite de oliva virgen extra de Cornezuelo de Jaén, que pese a no haber sido empleada esta variedad nunca sino como aceituna de mesa aderezada, y presentar mayores dificultades de molturación y extracción de aceite que otras variedades, ha sorprendido por sus cualidades organolépticas, como un marcado frutado, frescor, y picor en la boca.